# NGC 2667
NGC 2667 في الفهرس العام الجديد، هي مجرة، تقع في كوكبة السرطان. اكتشفت في 18 فبراير 1862 بواسطة هاينريش لويس دريست.

## روابط خارجية
- NGC 2667 على موقع ويكي سكاي: DSS2, SDSS, GALEX, IRAS, Hydrogen α, X-Ray, Astrophoto, Sky Map, Articles and images